# Gelasius I.

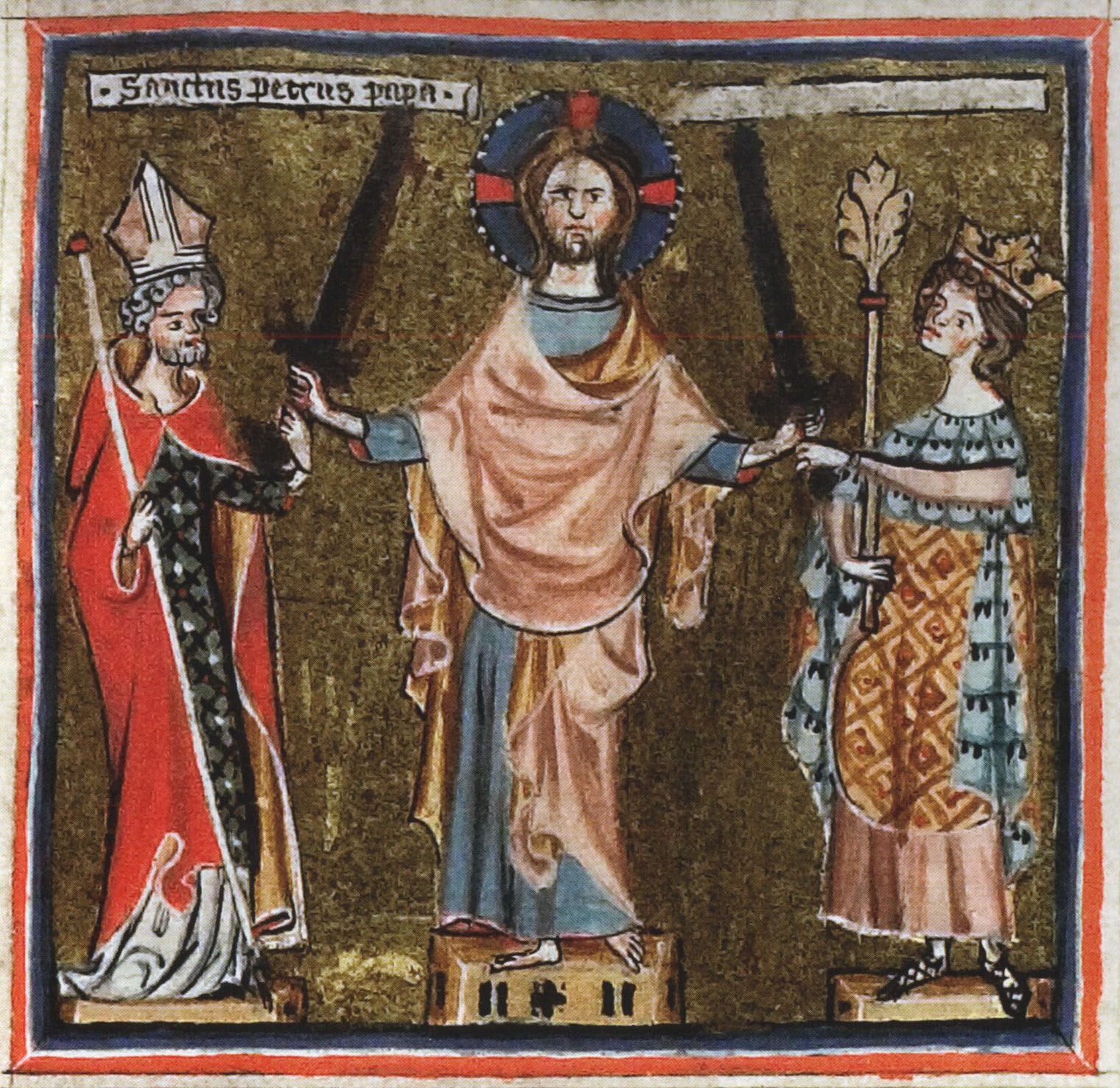
Papst Gelasius unterschied zwischen den Rollen Kaiser und Papst. Diese Unterscheidung hatte erhebliche Auswirkung auf das Mittelalter, bis hin zur Deutung der Zweischwerterlehre. Heidelberger Schwabenspiegelhandschrift (Heidelberg, Universitätsbibliothek, Cod. Pal. Germ. 167, fol. 18r).

Gelasius I. († 496?) war von 1. März 492 bis zu seinem Tod Bischof von Rom und damit römischer Papst. 

## Leben
Der Liber Pontificalis nennt ihn „von afrikanischer Herkunft“ (natione Afer). Die Herkunftsangaben dieser Quelle sind allerdings notorisch unzuverlässig. In einem Brief an Kaiser Anastasios I. nennt er sich selbst „Romanus natus“, was sich auf eine römische Abstammung oder die Zugehörigkeit von Africa zum römischen Reich beziehen, oder als bewusster Bezug auf die römische Kultur gemeint sein kann.
Seine Wahl zum Bischof von Rom erfolgte als Nachfolger des zwischen dem 25. Februar und dem 1. März 492 verstorbenen Vorgängers Felix II. Sein Aufstieg bis zum Vertrauten des Papstes war innerhalb des römischen Klerus erfolgt.
Papst Gelasius I. formuliert gegenüber Kaiser Anastasios I., Odoaker und Theoderich das Verhältnis des Papsttums („auctoritas sacrata pontificum“) und des Kaisertums („regalis potestas“) als der beiden gemeinsam die Welt regierenden Mächte im Sinne der Zweigewaltenlehre, weshalb die spätere Zwei-Schwerter-Theorie oft auf ihn zurückgeführt wird. Er setzte sich für die Behauptung der dem Bischof von Rom in Süd- und Mittelitalien verbliebenen Rechte und Besitzungen ein.
Gelasius ist auch für den Erstbeleg des Adjektivs modernus bekannt, das er benutzt, um neue Lehren (admonitiones modernas) von alten Regeln (antiquis regulis) abzugrenzen.
Als wahrscheinliches Todesdatum gilt der 21. November 496. Sein kirchlicher Gedenktag ist der 21. November.

## Wirken

### Werke
Gelasius hat zahlreiche Briefe und Traktate zu vielen kirchlichen Themen verfasst, die teilweise sehr einflussreich wurden. Allerdings sind seine Werke bis heute nicht kritisch ediert; es ist insbesondere nicht endgültig geklärt, welche ihm zugeschriebenen Werke wirklich von ihm stammen und welche nicht. Die letzten Vollständigkeit beanspruchenden Übersichten über echte und unechte Werke stammen von Ferdinand Kaltenbrunner und Eligius Dekker. Die meisten seiner etwa 100 echten Briefe und fünf Traktate sind nur in Kanones-Sammlung und dort oft nur sehr unvollständig überliefert; Verwechselungen mit Gelasius II. und mit Pelagius I. sind häufig. Für die moderne Forschung folgenreich war auch, dass Walter Ullmann in seiner Monographie zu Gelasius eine sehr große Zahl der Briefe ohne Diskussion für gefälscht erklärte.
Gelasius’ Briefe und Traktate werden in der Sekundärliteratur oft nach den Nummern in der Edition von Thiel mit vorangestelltem „ep.“ (für epistola) bzw. „tr.“ (für tractatus) zitiert; allerdings enthält die Edition nicht alle Werke. Üblich und eindeutig sind Zitationen mit Jaffé-Nummern (JK 619–743) oder den Nummern des Clavis patrum (CPL 1617, 1622, 1625, 1666–1676). Vor allem die bekannteren Werke werden auch nach ihren traditionellen Titeln und/oder dem Incipit zitiert.
Wichtige Werke und Werkgruppen, die von Gelasius verfasst und/oder ihm zugeschrieben werden, sind:
- Dekretalen seiner Vorgänger: Bevor er Papst wurde, war Gelasius ein enger Vertrauter seines Vorgängers, Papst Felix III.; von vielen von dessen Schreiben wird vermutet, dass sie tatsächlich von Gelasius verfasst wurden, und auch für einige Briefe von Simplicius hat Koch dies vermutet.[6] Der Stilvergleich, mit dem diese Thesen erhärtet werden sollten, ist methodisch allerdings umstritten.
- Register: Falls Gelasius ein Register seiner Briefe geführt hat, ist dieses wie fast alle päpstlichen Register vor 1198 verloren. Die Collectio Britannica enthält allerdings eine Reihe von Fragmenten von Gelasius’ Briefen in chronologischer Ordnung, die zuerst Paul Ewald als Beleg dafür gesehen hat, dass das Register oder Auszüge aus demselben im 11. Jahrhundert noch vorhanden waren.
- Duo sunt (JK 632; Incipit: Famuli vestrae pietatis): Ein Brief an Anastasius aus dem Jahr 494, in dem Gelasius geistliche und weltliche Gewalt (auctoritas sacrata pontificum bzw. regalis potestas) unterscheidet. Später wurde dies zur sogenannten Zwei-Schwerter-Lehre ausgebaut. Der Brief und die darin enthaltenen Konzepte sind sowohl im Mittelalter als auch in der modernen Forschung zu Gelasius (z. B. Erich Caspar und Walter Ullmann) sehr weit rezipiert worden; es dürfte sich um das bekannteste Schreiben des Papstes handeln.
- Generale decretum (JK 636; Incipit: Necessaria rerum): Ein ausführlicher Brief zu den Weihegraden, der in zahlreiche Kanones-Sammlungen aufgenommen wurde und sehr weite Verbreitung fand.[7]
- De duabus naturis Christi (JK 670), ein Traktat zur Christologie.
- Adversus Andromachum contra Lupercalia (JK 672): Gelasius wendet sich hier gegen die Lupercalien. Eine Erwähnung von Livius’ Ab urbe condita belegt die Gliederung desselben Dekaden.
- Decretum Gelasianum (JK 700): Das traditionell nach Gelasius benannte Werk, das einen Kanon der biblischen Bücher und anderer kirchlicher Schriften enthält und im gesamten Mittelalter sehr einflussreich war, kann in seiner üblichen Form (Langfassung) nicht von Gelasius stammen. Die genaue Entstehung ist aber bis heute umstritten, und es ist möglich, dass zumindest Teile des Decretum Gelasianum tatsächlich auf ihn zurückgehen.
- Tomus de anathematis vinculo (JK 701)
- Sacramentarium Gelasianum: Das liturgische Werk aus dem achten Jahrhundert wurde früh Gelasius zugeschrieben und hatte sehr weite Verbreitung.

### Überlieferung
Gelasius’ Briefe (oder Fragmente davon) wurden schon zu seinen Lebzeiten und kurz danach in Kanones-Sammlungen aufgenommen, darunter die Collectio Avellana und die Collectio Quesnelliana. Im späten elften Jahrhundert entstanden noch einmal mehrere Sammlungen, die vorher nicht überlieferte Fragmente seiner Briefe enthalten; unter ihnen ist die Collectio Britannica die wichtigste. In vielen mittelalterlichen Sammlungen werden die Schreiben von Gelasius I., Pelagius I. und Pelagius II. (sowie die ihnen fälschlich zugeschriebenen Briefe) verwechselt.

### Ausgaben
Die Patrologia latina enthält eine veraltete Gesamtausgabe (PL 59 und Supplementum III). Die besten Teilausgaben sind Andreas Thiels Epistolae ineditae, die Edition einzelner Stücke aus der Britannica durch Paul Ewald und Samuel Löwenfeld sowie Otto Günthers Ausgabe der Avellana. Umstrittene Zuschreibungen führen dazu, dass einige Briefe mehrfach mit unterschiedlicher Autorschaft ediert wurden.
- Andreas Thiel (Hrsg.): Epistolae Romanorum pontificum genuinae et quae ad eos scriptae sunt. A S. Hilaro usque ad Pelagium II., vol. I: A S. Hilario usque ad S. Hormisdam. E. Peter, Braunsberg 1868, S. 285–613 (archive.org [abgerufen am 12. Mai 2022]).
- Paul Ewald: Die Papstbriefe der Brittischen Sammlung. In: Neues Archiv der Gesellschaft für ältere deutsche Geschichtskunde. Band 5, 1880, S. 275–414 und 505–596 (digizeitschriften.de [abgerufen am 12. Mai 2022]).
- Samuel Löwenfeld (Hrsg.): Epistolae pontificum Romanorum ineditae. Leipzig 1885 (archive.org [abgerufen am 12. Mai 2022]).
- Otto Günther: Epistulae imperatorum pontificum aliorum inde ab a. CCCLXVII usque ad a. DLIII datae: Avellana quae dicitur collectio (= CSEL. Band 35). Tempsky, Prag, Wien und Leipzig 1895 (archive.org [abgerufen am 12. Mai 2022]).

### Übersetzungen
- Die Briefe der Päpste und die an sie gerichteten Schreiben von Linus bis Pelagius II (vom Jahre 67–590). Zusammenstellung, Übersetzung, Einleitung und Anmerkungen von Severin Wenzlowsky. Siebenter Band: Die Briefe von Gelasius und Anastasius II. (= Bibliothek der Kirchenväter). Kösel, Kempten 1880 (eingeschränkte Vorschau in der Google-Buchsuche)., (Digitalisat)
- Bronwen Neil, Pauline Allen: The Letters of Gelasius I (492–496). Pastor and Micro-Manager of the Church of Rome (= Adnotationes: Commentaries on Early Christian and Patristic Texts). Brepols, Turnhout 2014, ISBN 978-2-503-55299-6 (eingeschränkte Vorschau in der Google-Buchsuche).